# Fischbach (Clerf)
Fischbach (luxemburgisch Fëschbechⓘ) ist ein Ortsteil von Clerf, Kanton Clerf, im Großherzogtum Luxemburg.

## Lage
Fischbach liegt auf einem Bergrücken im Osten von Luxemburg nahe der Grenze zu Deutschland. Östlich des Ortes verläuft die Nationalstraße 7. Nachbarorte sind im Norden Grindhausen und Heinerscheid, im Süden Marnach und im Westen Urspelt.

## Allgemeines
Fischbach ist ein kleines ländlich geprägtes Dorf. Den Ortsmittelpunkt bildet die katholische Filialkirche St. Thomas, ein Bau der Neugotik aus dem Jahr 1898. Bis Dezember 2011 gehörte der Ort zur Gemeinde Heinerscheid, die dann nach Clerf eingemeindet wurde.